# Summer Glau
Summer Glau est une actrice et danseuse américaine, née le 24 juillet 1981 à San Antonio (Texas).
Elle est surtout connue pour son rôle de River Tam dans la série Firefly suivie du film Serenity, ainsi que pour son interprétation du cyborg Cameron Phillips dans la série télévisée Terminator : Les Chroniques de Sarah Connor.
Summer Glau a obtenu plusieurs prix et nominations pour ses interprétations au cinéma et à la télévision.

## Biographie

### Jeunesse
Summer Glau est l'aînée d'une famille de trois filles. Son père est entrepreneur et sa mère institutrice. Elle a suivi un entraînement très strict de danseuse classique en vue d'une carrière professionnelle, jusqu'à ce qu'une sérieuse blessure à la cheville ne la force à réorienter sa carrière.

### Carrière

#### Débuts remarqués (2002-2007)
En 2002, Summer Glau apparait pour la première fois à l'écran dans la série télévisée conçue par Joss Whedon, Angel. Elle y joue le rôle d'une  danseuse étoile dans l'épisode de la 3e saison intitulé Les Coulisses de l'éternité. La même année, Whedon la choisit pour incarner River Tam dans sa nouvelle série, Firefly. Celle-ci fut annulée prématurément par son diffuseur, la Fox, mais allait devenir une série culte.
La jeune comédienne continue à apprendre son métier en participant aux séries policières Cold Case et Les Experts, et en participant à des téléfilms et films  très mineurs, comme Pyjama Party sorti en 2004. L'année suivante, elle reprend son rôle de River Tam au cinéma, dans le film destiné à conclure Firefly : Serenity. Le long-métrage est acclamé par la critique américaine, mais déçoit commercialement.
L'actrice décroche alors des rôles récurrents : entre 2005 et 2007, elle apparait ainsi dans 7 épisodes du drame militaire The Unit : Commando d'élite, puis dans 8 épisodes de la série de science-fiction Les 4400.

#### Ascension (2008-)

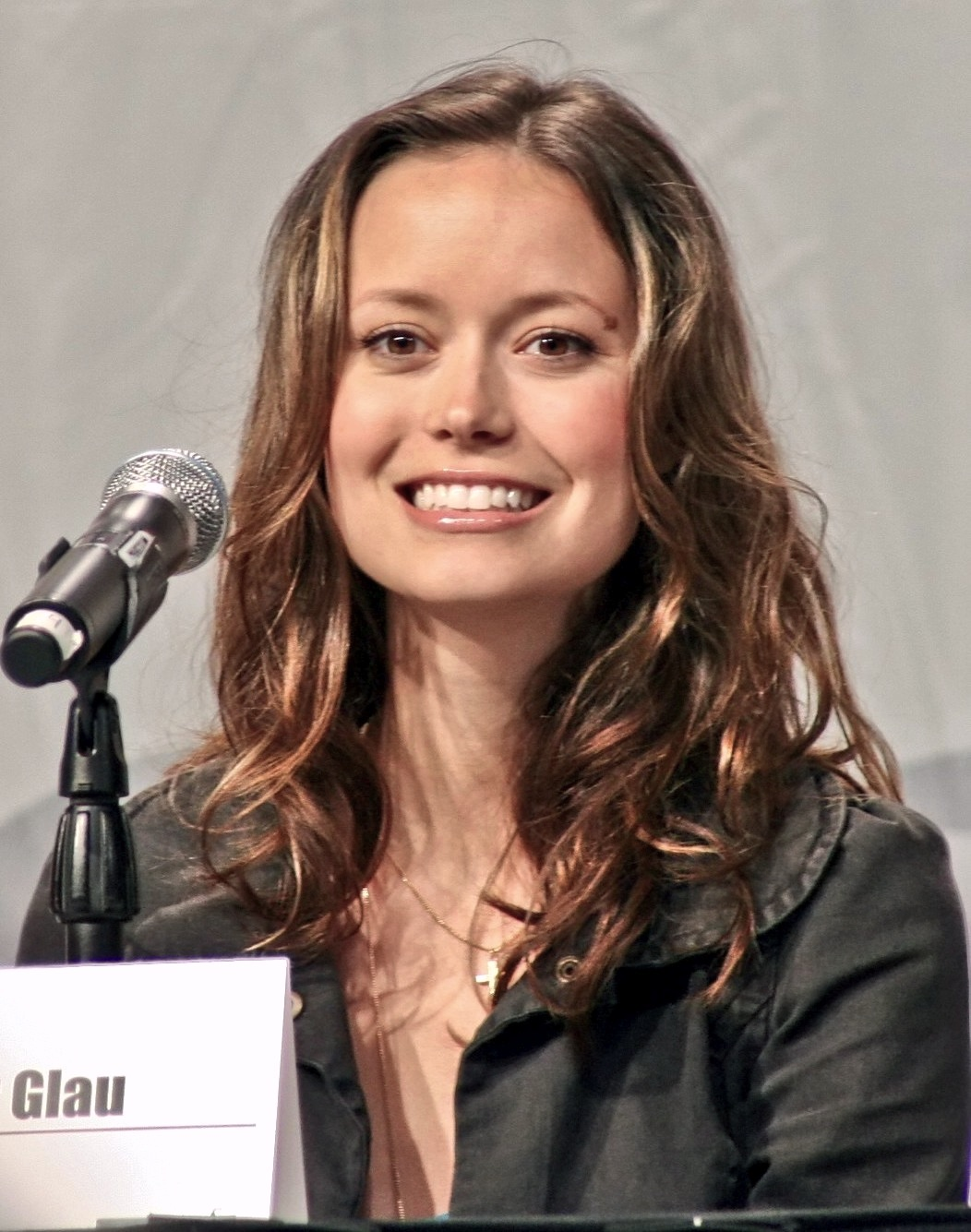
En février 2008, au WonderCon.

Les années 2008-2010 lui permettent de confirmer son statut de jeune icône de la science-fiction : elle revient sur la chaîne Fox pour prêter ses traits au cyborg Cameron durant les deux saisons de Terminator : Les Chroniques de Sarah Connor,  puis en apparaissant dans 4 épisodes de la seconde et dernière saison de Dollhouse, autre série conçue par Joss Whedon. Entre-temps, elle joue son propre rôle en tant que vedette invitée dans l'épisode 17 de la saison 2 de la série The Big Bang Theory, et conclut l'année 2010 en faisant une apparition « robotique » dans l'épisode 8 de la saison 4 de la série d'action Chuck.
La même année, la comédienne enchaîne le téléfilm La Dernière Noce où elle tient le premier rôle, et participe au western Cavale aux portes de l'enfer, qui passent tous deux inaperçus.
En 2011, elle incarne Orwell, un des personnages principaux de l'éphémère série fantastique The Cape, sur NBC. Et retourne au cinéma le temps de la  comédie horrifique Knights of Badassdom, qui voit néanmoins sa sortie reportée à plusieurs reprises.
L'année suivante, elle interprète le personnage récurrent de Skylar Adams dans la première saison de la série télévisée Alphas, rôle qu'elle est appelée à poursuivre dans la seconde saison. Elle participe aussi à deux épisodes de la 8e saison de la série télévisée Grey's Anatomy.
En 2013, Summer Glau interprète un des rôles principaux dans le court métrage Inside The Box, une coproduction américano-espagnole traitant du thème du SIDA. Toujours en 2013, mais à la télévision, elle apparaît dans la série télévisée parodique NTSF:SD:SUV:: avant de rejoindre l'équipe de la série fantastique Arrow pour y incarner le rôle récurrent d'Isabel Rochev dans la saison 2.
En 2014, elle passe à un registre plus adulte en tenant le premier rôle féminin de la série thriller Sequestered, diffusée en exclusivité sur la plateforme de vidéo à la demande Crackle.
En 2016, elle retrouve deux de ses camarades de Firefly, pour la première fois en dix ans : d'abord à l'occasion d'un épisode de la huitième et dernière saison de Castle, où elle donne la réplique à Nathan Fillion ; puis en apparaissant dans quelques épisodes de la satire Con-Man, web-série écrite, produite, réalisée et jouée par Alan Tudyk. 
En 2019, elle rejoint le casting de la série américaine Wu Assassins, sortie directement sur Netflix au mois d'août. Elle joue le rôle de Miss Jones, une femme fatale aux pouvoirs surnaturels capable de manipuler l'eau. Elle y côtoie plusieurs stars des arts martiaux - Iko Uwais, Byron Mann et Mark Dacascos - pour les deux derniers épisodes de la saison.

### Vie privée
Summer Glau est mariée à l'acteur Val Morrison et en janvier 2015, elle a donné naissance à une petite fille prénommée Milena Jo.

## Filmographie

### Cinéma
- 2004 : Pyjama Party (Sleepover) : la fille au ticket
- 2005 : Serenity : River Tam
- 2010 : Cavale aux portes de l'enfer (The Legend of Hell's Gate: An American Conspiracy) : Maggie Moon
- 2010 : Superman/Batman : Apocalypse : Kara / Supergirl (animation)
- 2013 : Inside The Box (court métrage)[6] : Sophia Palmer
- 2014 : Knights of Badassdom[7] : Gwen

### Télévision

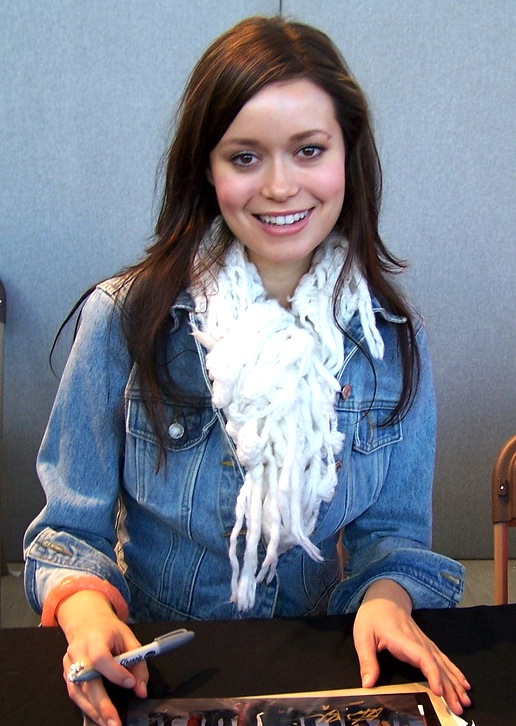
Summer Glau, en octobre 2005

- 2002 : Angel (série télévisée) : La première ballerine
- 2002-2003 : Firefly (série télévisée) : River Tam
- 2003 : Cold Case : Affaires classées (Cold Case) (série télévisée) : Paige Pratt
- 2004 : Les Experts: Las Vegas (CSI: Crime Scene Investigation) (série télévisée) : Mandy Cooper
- 2005-2007 : Les 4400 (The 4400) (série télévisée) : Tess Doener
- 2006 : Mammouth, la résurrection (Mammoth) (téléfilm) : Jack Abernathy
- 2006 : L'Initiation de Sarah (The Initiation of Sarah) (téléfilm) : Lindsey Goodwin
- 2006-2007: The Unit : Commando d'élite (The Unit) (série télévisée) : Crystal Burns
- 2008-2009 : Terminator : Les Chroniques de Sarah Connor (Terminator: The Sarah Connor Chronicles) (série télévisée) : Cameron Phillips | Alyson Young
- 2008 : The Big Bang Theory (série télévisée saison 2 épisode 17) : elle-même
- 2009-2010 : Dollhouse (série télévisée) : Bennett Halverson
- 2010 : La Dernière Noce (Deadly Honeymoon) (téléfilm) : Lindsey Ross Forrest
- 2010 : Chuck (série télévisée) : Greta
- 2011 : The Cape (série télévisée) : Orwell / Jamie Fleming
- 2012 : Grey's Anatomy (série télévisée) : Emily Kovach
- 2011-2012  : Alphas (série télévisée) : Skylar Adams
- 2012 : La Baby-sitter de Noël (Help for the Holidays)[8] (téléfilm) : l'elfe Christine / Christine Prancer
- 2013 : Hawaii 5-0[9] (série télévisée) : Maggie Hoapili
- 2013 : NTSF:SD:SUV:: : Olivia Frampton
- 2013-2014 : Arrow (série télévisée) : Isabel Rochev
- 2013 : Peter Panzerfaust[10]: Wendy  (voix)
- 2014 : Sequestered (série télévisée) : Anna Brandt
- 2016 : Castle (série télévisée), épisode 8-14[11] : Kendall Frost
- 2019 : Wu Assassins (série télévisée) : Miss Jones / Water Wu

### Contributions diverses
Clips musicaux
- 2011 : Long Hot Summer, du chanteur australien Keith Urban

Jeux en ligne
- 2011 : The Human Preservation Project[12] : Natalia Suttinger

## Voix françaises
En France, Léa Gabriele, et Olivia Luccioni, sont les voix les plus régulières de Summer Glau, l'ayant doublée respectivement à neuf et six reprises. 

## Distinctions

### Récompenses
- 2005 : SFX Award de la meilleure actrice pour Serenity
- 2006 : Saturn Award de la meilleure actrice dans un second rôle pour Serenity
- 2008 : Saturn Award de la meilleure actrice dans un second rôle (ex æquo) pour Terminator : Les Chroniques de Sarah Connor
- Northeast Film Festival 2014 : Lauréate du Prix de la meilleure actrice dans un court-métrage pour Inside The Box (2013).

### Nominations
- 2006 : SyFy Genre Award de la meilleure actrice pour Serenity[16]
- 2008 : Scream Awards de la meilleure actrice de science fiction pour Terminator : Les Chroniques de Sarah Connor
- 2008 : Teen Choice Awards de la meilleure actrice, catégorie Action/Aventure pour Terminator : Les Chroniques de Sarah Connor
- 2009 : Saturn Award de la meilleure actrice dans un second rôle à la télévision pour Terminator : Les Chroniques de Sarah Connor
- 2009 : Teen Choice Award de la meilleure actrice, catégorie Action/Aventure pour Terminator : Les Chroniques de Sarah Connor
- L'Alfàs del Pi Film Festival 2014 : Nomination au Prix de la meilleure actrice dans un court-métrage pour Inside The Box (2014).